# Culicoides laimargus
Culicoides laimargus är en tvåvingeart som beskrevs av Zhou och Lee 1984. Culicoides laimargus ingår i släktet Culicoides och familjen svidknott. Inga underarter finns listade i Catalogue of Life.